# Kannagondi, Hosadurga
Kannagondi là một làng thuộc tehsil Hosadurga, huyện Chitradurga, bang Karnataka, Ấn Độ.